# Coffea fotsoana
Coffea fotsoana là một loài thực vật có hoa trong họ Thiến thảo. Loài này được Stoff. & Sonké mô tả khoa học đầu tiên năm 2004.